# Sant Genís de Cervià

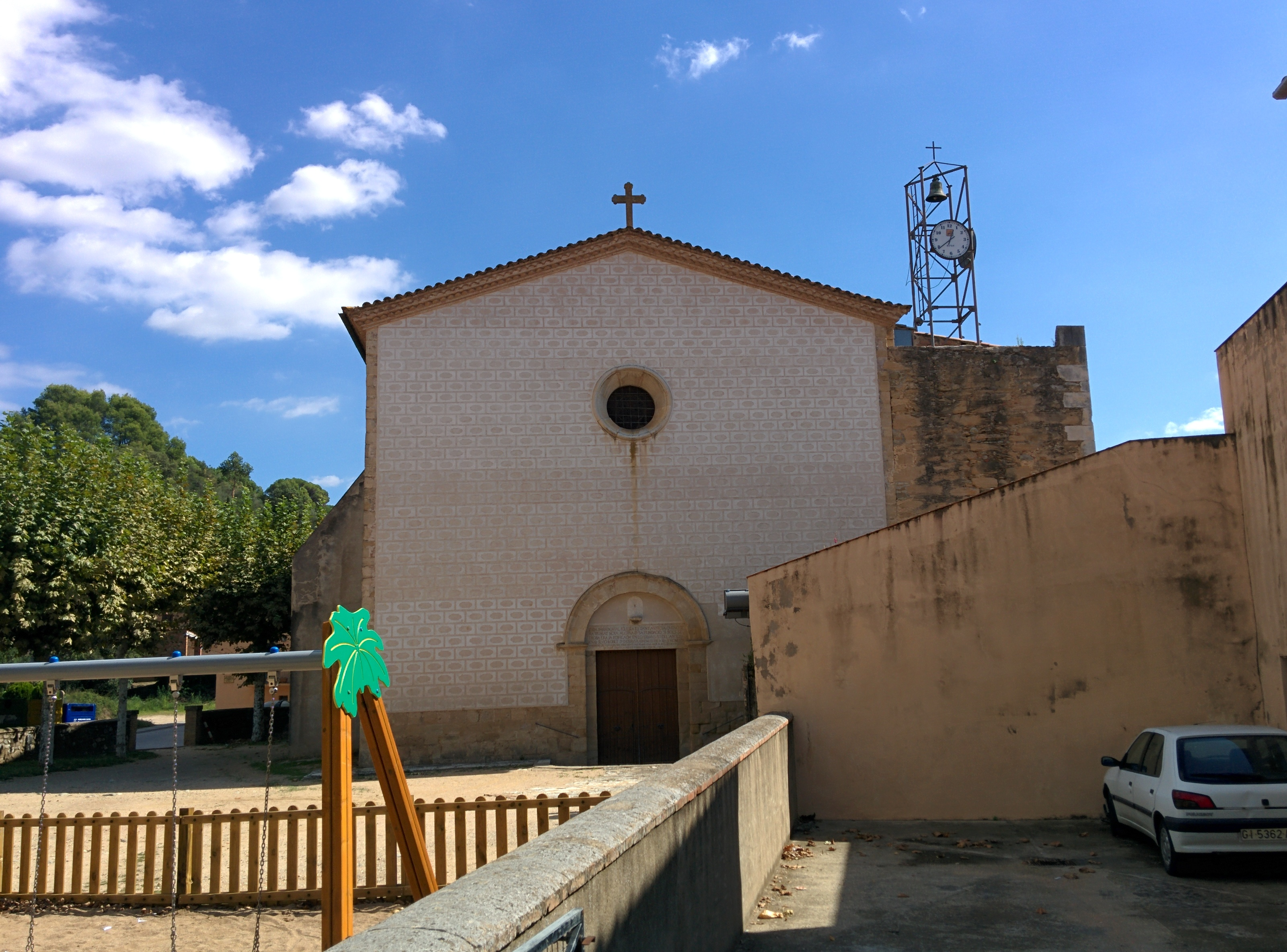
Vista de l'església

Sant Genís és l'església parroquial de Cervià de Ter (Gironès) datada del XI apareix citada en l'acta de fundació del monestir de Cervià de Ter. Té una inscripció gravada en el frontó de la porta que revela el seu origen reculat i que diu així: "Esta parroquial iglesia es tant antiga que no se ha trobat nota alguna de la fundació, si sols se troba era ja edificada en lo dilluns St. del any 1750 y la pressent posada, die 1 juny de 1764". De la construcció primitiva hi ha restes en el sector meridional de l'edifici. L'actual correspon al segle xviii. L'any 1936 fou incendiada i s'esfondrà la volta. Les gestions per a la seva restauració començaren l'any 1940. Hi havia hagut un altar barroc del 1776.
És un edifici de grans dimensions cobert amb teulada a doble vessant coberta amb teula. La façana és amb portalada rectangular amb un ampli guardapols sobre el timpà. Al timpà trobem una base per a col·locar-hi una petita escultura, actualment no hi ha res. Més a munt s'inscriu un rosetó. La façana és rematada per una creu. Té una construcció adossada amb un campanar de cadireta. Les obertures laterals són rectangulars acabades en mig punt. En un dels costats té dos contraforts. Gran part de l'edifici es troba arrebossat, tot i que hi ha zones (parts baixes, portalada i construcció adossada) on es conserven els carreus. La façana està decorada amb un esgrafiat.